# Резерват сосни кедрової європейської
Резерват сосни кедрової європейської  — ботанічна пам'ятка природи місцевого значення в Україні. Розташована на території Надвірнянського району Івано-Франківської області, на схід від смт Ворохта.
Площа — 8,9 га, статус отриманий у 1972 році. Перебуває у віданні ДП «Ворохтянський держлісгосп» (Кремінцівське лісництво, квартал 21, виділи 16, 17, 19, 20; квартал 23, виділи 1—3).